# Tilachlidiaceae
Tilachlidiaceae is een familie uit de orde Hypocreales van de ascomyceten. Het typegeslacht is Tilachlidium.

## Geslachten
- Psychronectria
- Septofusidium
- Tilachlidium